# Aseraggodes sinusarabici
Aseraggodes sinusarabici is een  straalvinnige vissensoort uit de familie van eigenlijke tongen (Soleidae). De wetenschappelijke naam van de soort is voor het eerst geldig gepubliceerd in 1931 door Chabanaud.